# 올레바노술투시아노
올레바노술투시아노(이탈리아어: Olevano sul Tusciano)는 이탈리아 캄파니아주 살레르노도에 있는 코무네이다.